# Почтовый сервер
Почтовый сервер, сервер электронной почты, или мейл-сервер — в системе пересылки электронной почты так обычно называют агента пересылки сообщений (англ. mail transfer agent, MTA). Это компьютерная программа, которая передаёт сообщения от одного компьютера к другому. Обычно почтовый сервер работает «за кулисами», а пользователи имеют дело с другой программой — клиентом электронной почты (англ. mail user agent, MUA).

Схема взаимодействия

К примеру, в распространённой конфигурации клиентом электронной почты является Outlook Express, однако в последнее время часто используются полноценные версии почтового клиента от Microsoft — Outlook, а также клиента от Mozilla — Thunderbird. Когда пользователь набрал сообщение и посылает его получателю, почтовый клиент взаимодействует с почтовым сервером, используя протокол SMTP. Почтовый сервер отправителя взаимодействует с почтовым сервером получателя (напрямую или через промежуточный сервер — релей). На почтовом сервере получателя сообщение попадает в почтовый ящик посредством агента доставки сообщений MDA. MDA может быть частью POP/IMAP сервера (например, deliver и lmtpd у Cyrus-IMAP), частью SMTP сервера (например, mail.local у Sendmail, хотя чаще с Sendmail используют Procmail), или отдельным ПО (например, Procmail). Для финальной доставки полученных сообщений используется не SMTP, а другой протокол — часто POP3 или IMAP — который также поддерживается большинством почтовых серверов. Хотя в простейшей реализации MTA достаточно положить полученные сообщения в личный каталог пользователя в файловой системе центрального сервера («почтовый ящик»).
Часто почтовый сервер включает программное обеспечение для организации рассылок электронной почты.

## Передача против доступа
Сервер ретрансляции или фильтрации обычно хранит электронную почту только на короткое время, но другие системы сохраняют полные почтовые ящики для электронной почты — в этом случае они обычно поддерживают некоторые средства для конечных пользователей для доступа к своей электронной почте через Mail User Agent (MUA) или почтовый клиент.
Общие протоколы для этого:
- Почтовый протокол (POP3)
- Протокол доступа к сообщениям в Интернете (IMAP)
- Проприетарные системы, такие как MAPI от Microsoft

Отправка новой электронной почты из почтового клиента осуществляется через SMTP, обычно через порт 587 или 465, и теперь обычно ограничивается серверами, на которых у пользователя есть учетная запись, например, их интернет-провайдером. Это делается по политическим, а не по техническим причинам, чтобы у провайдеров были какие-то средства привлечения своих пользователей к ответственности за создание спама и других форм злоупотребления электронной почтой.